# تنگ‌دره غربی
تنگ دره غربی، روستایی است از توابع بخش مرکزی شهرستان رامسر در استان مازندران ایران.

## جمعیت
این روستا در دهستان سخت‌سر قرار دارد و براساس سرشماری مرکز آمار ایران در سال ۱۳۸۵، جمعیت آن ۲۷۳ نفر (۷۸خانوار) بوده‌است.